# Legione italica
La Legione Italica (Légion italique) (ou aussi Legione Italiana (Légion italienne)) était une organisation paramilitaire fondée pendant le Risorgimento par le Mazzinien Nicola Fabrizi.

## Histoire
Après avoir participé aux soulèvements de 1830-1831, Nicola Fabrizi a été exilé en Espagne (où il a combattu avec les révolutionnaires espagnols) puis à Malte, alors refuge pour les quais exilés. Sur l'île, il a fondé en 1837 la Legione Italica, censée mener un mouvement de guérilla en établissant sa base opérationnelle dans le sud de l'Italie. Fabrizi se concentre essentiellement sur la Sicile, où des soulèvements populaires avaient éclaté en 1837 en raison d'une épidémie de choléra, mais où Mazzini jugeait peu opportun d'intervenir par crainte que les Siciliens n'entament une sécession du royaume des Deux-Siciles sans vouloir ensuite s'unifier au futur royaume d'Italie
Une organisation qui prétendait, selon son fondateur, se placer par rapport à la Giovine Italia (relancée en 1839 par Giuseppe Mazzini) comme le bras par rapport à l'esprit : s'attribuant la direction militaire du futur mouvement, Fabrizi réservait à Mazzini les tâches de pédagogue national
Fort de son expérience militaire en Espagne, Fabrizi organise la Légion sur le modèle de la guérilla. En pratique, il cherche à préparer les hommes à l'insurrection en les éduquant spirituellement selon les principes de Mazzini, dont il entretient l'amitié. Cette société et son fondateur ont été mentionnés dans le procès des frères Bandiera qui ont débarqué en Calabre en juin 1844 pour aider une insurrection déjà réprimée. Bien qu'il n'ait pas participé directement à la tentative de Bandiera, il faut reconnaître l'action indirecte que Fabrizi lui-même et ses amis, réunis autour du Comité de Londres, ont eu dans la préparation des mouvements, surtout dans le sud de l'Italie. 

Entre 1839 et 1841, un dense réseau clandestin se crée en Sicile orientale, surtout dans des villes comme Messine et Catane, faisant du prosélytisme également à Naples, dans une partie de la Toscane et en Romagne.
Ignazio Ribotti s'engage également dans la Légion italique et retourne en Italie en 1843 pour préparer un plan militaire destiné à soutenir une insurrection planifiée, en passant, au péril de sa vie, par Messine et Naples et en se rendant finalement en Romagne. Plus tard, ayant rassemblé le plus grand nombre possible d'exilés, il participe aux soulèvements de Rimini en 1846, se réfugiant, après leur répression, en Espagne. Lorsque les soulèvements de 1848 éclatent, il y participe, en Toscane, en Vénétie et en Sicile, tandis que Fabrizi est en 1849 pour défendre la République romaine. En 1857, la Légion a soutenu l'expédition ratée de Carlo Pisacane à Sapri.
En 1860, depuis Malte, le réseau sicilien de Matteo Raeli prépare le terrain pour l'expédition des Mille, Fabrizi envoyant des messages à Giuseppe Garibaldi. Après avoir débarqué à Marsala seulement le 1er juin, après avoir perdu de nombreux jours à surmonter les obstacles placés sur la voie de l'embarquement et du transport des armes et des munitions par les autorités maltaises, Fabrizi et 21 de ses compagnons de légion débarquèrent à Pozzallo, sur la côte de la Sicile orientale encore aux mains des Bourbons, et alors que la flotte ennemie était en croisière. Sans ces obstacles, leur arrivée en Sicile aurait eu lieu, comme convenu, en même temps que l'arrivée de Garibaldi avec les Mille. Ces canons ont été les premiers à armer Modica, Noto, Catane et, finalement, la Garde nationale de Messine. La poignée qui débarqua à Pozzallo se transforma en brigade en quelques jours, en raison de la ruée des volontaires.

## Source
- (it) Cet article est partiellement ou en totalité issu de l’article de Wikipédia en italien intitulé « Legione italica » (voir la liste des auteurs).